# Ямно (Локнянский район)
Ямно — деревня в Локнянском районе Псковской области России. Входит в состав Локнянской волости.
Расположена в 27 км к северо-востоку от райцентра Локня, в 3 км к юго-западу от озера Дулово.
Численность населения деревни составляла 40 жителей в 2000 году, 12 жителей в 2011 году.